# بيتار أرانيتوفيتش
بيتار أرانيتوفيتش (بالصربية: Петар Аранитовић) مواليد 20 سبتمبر 1994 في بلغراد، صربيا والجبل الأسود، هو لاعب كرة سلة صربي. بدأ مسيرته الاحترافية في سنة 2013. يلعب مع باسكت مانريسا في الدوري الإسباني لكرة السلة كلاعب هجوم خلفي. يحمل الرقم 5. لعب مع نادي بارتيزان لكرة السلة وباسكت مانريسا.

## روابط خارجية
- بيتار أرانيتوفيتش على موقع الاتحاد الدولي لكرة السلة (الإنجليزية)
- بيتار أرانيتوفيتش على موقع الدوري الإسباني لكرة السلة (الإسبانية)
- بيتار أرانيتوفيتش على موقع كرة السلة الأوروبية.كوم (الإنجليزية)
- بيتار أرانيتوفيتش على موقع ريلجم (الإنجليزية)
- بيتار أرانيتوفيتش على موقع بروبوليرز (الإنجليزية)
- بيتار أرانيتوفيتش على موقع سبورتس رفرنس (الإنجليزية)